# Jeepster Records
Jeepster Records är ett brittiskt självständigt skivbolag med band som Belle & Sebastian, Salako, Looper, The Gentle Waves och Snow Patrol.